# Lill-Nåsen
Lill-Nåsen är en sjö i Vansbro kommun i Dalarna och ingår i Dalälvens huvudavrinningsområde. Sjön har en area på 0,277 kvadratkilometer och ligger 230 meter över havet. Sjön avvattnas av vattendraget Mellansjöån.

## Delavrinningsområde
Lill-Nåsen ingår i det delavrinningsområde (670954-142251) som SMHI kallar för Inloppet i Stor-Nåsen. Medelhöjden är 239 meter över havet och ytan är 6,06 kvadratkilometer. Det finns ett avrinningsområde uppströms, och räknas det in blir den ackumulerade arean 18,28 kvadratkilometer. Mellansjöån som avvattnar avrinningsområdet har biflödesordning 3, vilket innebär att vattnet flödar genom totalt 3 vattendrag innan det når havet efter 296 kilometer. Avrinningsområdet består mestadels av skog (38 procent) och sankmarker (53 procent). Avrinningsområdet har 0,4 kvadratkilometer vattenytor vilket ger det en sjöprocent på 6,6 procent.